# جادور (إسبانيا)
بلدية جادور (بالإسبانية: Gádor)‏, هي بلدية تقع في مقاطعة المرية. جنوب شرق إسبانيا. يبلغ عدد سكانها 2.933 نسمة.

## وصلات خارجية
- نسخة محفوظة 10 فبراير 2006 على موقع واي باك مشين. (بالإسبانية)